# Globulosoma gandakense
Globulosoma gandakense is een hooiwagen uit de familie Sclerosomatidae.